# Андора на Светском првенству у атлетици у дворани 2016.
Андора је учествовала на 16. Светском првенству у атлетици у дворани 2016. одржаном у Портланду од 17. до 20. марта десети пут. Репрезентацију Андоре представљао је један атлетичар, који се такмичио у трци на 800 метара.,
На овом првенству Андора није освојила ниједну медаљу. Није било нових националних, личних и рекорда сезоне.

## Учесници
Мушкарци:
- Пол Моја — 800 м

## Резултати

### Мушкарци
| Атлетичар | Дисциплина | Лични рекорд | Квалификација | Квалификација | Финале               | Финале  | Детаљи                                  |
| Атлетичар | Дисциплина | Лични рекорд | Резултат      | Место         | Резултат             | Место   | Детаљи                                  |
| --------- | ---------- | ------------ | ------------- | ------------- | -------------------- | ------- | --------------------------------------- |
| Пол Моја  | 800 м      | 1:49,84      | 1:54,19       | 4. у гр. 1    | Није се квалификовао | 14 / 15 | Архивирано на веб-сајту (30. март 2016) |